# Mathématiques tropicales

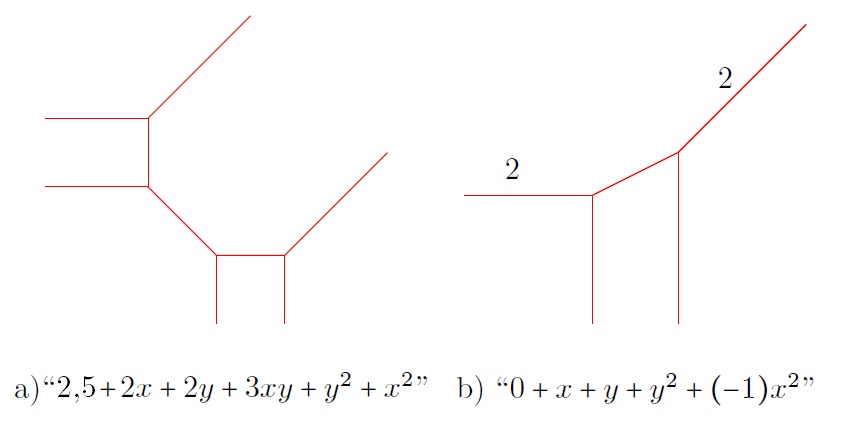
Courbes tropicales du second ordre. Les polynômes sont donnés pour l'algèbre max-plus. Les nombres indiquent les poids des arêtes.

Les mathématiques tropicales, ou géométrie tropicale, sont une branche des mathématiques correspondant à l'étude d'un système modifié grâce à la redéfinition de l'addition et de la multiplication (et conséquemment d'autres opérations). Deux algèbres tropicales ont été définies : l'algèbre min-plus, définie avec le minimum pour addition et l'addition pour multiplication, et l'algèbre max-plus, définie avec le maximum pour addition et l'addition pour multiplication.
En géométrie tropicale, les graphes des polynômes sont des maillages linéaires par morceaux, et l'ensemble des nombres possède une structure de semi-anneau. La géométrie tropicale permet de prouver et généraliser des résultats de la géométrie algébrique, comme le théorème de Brill–Noether.

## Histoire
Les fondements de l'analyse tropicale ont été développés indépendamment par des mathématiciens travaillant dans divers domaines, en utilisant la même notation. Victor Maslov (en) a introduit en 1987 une version tropicale du processus d'intégration. Il a également remarqué que la transformation de Legendre et les solutions de l'équation de Hamilton–Jacobi sont des opérations linéaires dans le sens tropical. Cependant il a fallu attendre la fin des années 1990 pour voir une formalisation plus complète de la théorie. Cela a été notamment motivé par son application à la géométrie énumérative, avec par exemple des travaux de Maxim Kontsevich et de Grigory Mikhalkin.
Les mathématiques tropicales sont dénommées ainsi en l'honneur de leur inventeur brésilien, Imre Simon. L'emploi de l'adjectif tropical est attribué par Jean-Éric Pin à Dominique Perrin, alors que Imre Simon lui-même l'attribue à Christian Choffrut,. Le terme tropical n'a pas d'autre sens que de faire référence au Brésil.

## Structure d'algèbre
On peut définir deux algèbres tropicales sur l'ensemble des nombres réels, l'algèbre min-plus et l'algèbre max-plus. Ces deux algèbres possèdent une structure de demi-corps commutatif et sont isomorphes entre elles par l'isomorphisme {\displaystyle x\mapsto -x} . Le choix de l'algèbre de «référence» dépend des auteurs et des domaines.
On donne ici les définitions pour l'algèbre max-plus.

### Opérateurs mathématiques
- On définit l'addition tropicale {\displaystyle \oplus } par :
{\displaystyle a\oplus b=\max(a,b)}. Pour l'algèbre min-plus, le maximum est remplacé par le minimum.

Le résultat de l'addition tropicale de deux nombres est donc le maximum de ceux-ci. Ainsi, {\displaystyle 2\oplus 3=\max(2,3)=3}.
- On définit la multiplication tropicale (ou produit tropical) {\displaystyle \odot } (ou {\displaystyle \otimes }) par : 
{\displaystyle a\odot b=a+b}.

Le résultat de la multiplication tropicale de deux nombres est donc la somme usuelle de ceux-ci. Ainsi, {\displaystyle 2\odot 3=2+3=5}.

### Propriétés des opérateurs
L'addition tropicale est, comme l'addition usuelle, commutative et associative. Il n'y a pas d'élément neutre dans {\displaystyle \mathbb {R} }. Par contre, si on travaille dans {\displaystyle \mathbb {R} \cup \{-\infty \}}, l'élément neutre est alors {\displaystyle -\infty } ; en effet, {\displaystyle a\oplus (-\infty )=\max(a,-\infty )=a}. Il n'y a pas d'élément opposé à un élément donné : pour que {\displaystyle a\oplus x=\max(a,x)=(-\infty )}, il faut que {\displaystyle a=x=(-\infty )}.
La multiplication tropicale est, comme la multiplication usuelle, commutative et associative. Elle est distributive par rapport à l'addition tropicale {\displaystyle \oplus }. Le nombre 0 est l'élément neutre pour la multiplication tropicale.
Pour disposer d'un élément absorbant, on travaille dans {\displaystyle \mathbb {R} \cup \{+\infty \}}. L'élément absorbant est alors {\displaystyle +\infty }. En effet, {\displaystyle a\odot (+\infty )=a+(+\infty )=+\infty }. Tout élément possède un inverse pour la multiplication tropicale puisque en effet {\displaystyle a\odot (-a)=0}.
Il manque à la structure {\displaystyle (\mathbb {R} ,\oplus ,\odot )} l'élément neutre pour la première loi et l'existence d'élément symétrique pour la première loi pour que la structure soit un corps. On parle alors du demi-corps {\displaystyle (\mathbb {R} ,\oplus ,\odot )}.

### Puissance tropicale
La puissance tropicale, notée {\displaystyle a^{\odot n}}, avec a un réel et n un entier naturel, correspond à la multiplication usuelle. En effet,
{\displaystyle a^{\odot n}=\overbrace {a\odot \cdots \odot a} ^{n{\text{ fois}}}=\overbrace {a+\cdots +a} ^{n{\text{ fois}}}=n\times a}.
Ainsi, le polynôme tropical en 2 variables
{\displaystyle a\odot x\oplus b\odot y\oplus c}
s'écrit, avec les notations plus usuelles, 
{\displaystyle \max(a+x,b+y,c)}

## Polynômes tropicaux
On se place dans le demi-corps min-plus. Un polynôme tropical est une fonction  {\displaystyle F:\mathbb {R} ^{n}\to \mathbb {R} } qui peut s'exprimer comme une somme tropicale d'un nombre fini de termes monomiaux. Chaque monôme est un produit tropical d'une constante et de variables  prises dans un ensemble {\displaystyle X_{1},\ldots ,X_{n}}. Ainsi, un polynôme tropical est F est le minimum d'une famille finie de transformations  linéaires affines dans lesquelles les variables ont des coefficients linéaires ; c'est une fonction concave, continue, et linéaire par morceaux :
{\displaystyle {\begin{aligned}F(X_{1},\ldots ,X_{n})&=\left(C_{1}\otimes X_{1}^{\otimes a_{11}}\otimes \cdots \otimes X_{n}^{\otimes a_{n1}}\right)\oplus \cdots \oplus \left(C_{s}\otimes X_{1}^{\otimes a_{1s}}\otimes \cdots \otimes X_{n}^{\otimes a_{ns}}\right)\\&=\min\{C_{1}+a_{11}X_{1}+\cdots +a_{n1}X_{n},\;\ldots ,\;C_{s}+a_{1s}X_{1}+\cdots +a_{ns}X_{n}\}.\end{aligned}}}
L'ensemble des points où un polynôme tropical F est non différentiable est appelé son hypersurface tropicale et noté {\displaystyle \mathrm {V} (F)} (en analogie avec les variétés algébriques. De manière équivalente, {\displaystyle \mathrm {V} (F)} est l'ensemble des points où le minimum des termes de F est atteint par au moins 2 termes.

## Variétés tropicales
Pour une variété algébrique X sur un tore algébrique {\displaystyle (\mathbb {R} ^{\times })^{n}}, on définit la tropicalisation de X, notée {\displaystyle \operatorname {Trop} (X)}. C'est un un sous-ensemble de {\displaystyle \mathbb {R} ^{n}} qui peut être défini de plusieurs manières. L'équivalence entre ces définitions constitue le Théorème fondamental de la géométrie tropicale.

## Application: calcul des distances dans un graphe
On ajoute à R l'élément {\displaystyle +\infty } et on munit l'ensemble de la structure min-plus ; on peut utiliser la structure ainsi définie pour le calcul de plus courte distance dans un graphe.
On représente un graphe pondéré à n sommets par la matrice {\displaystyle A=(a_{i,j})} qui donne les  distances entre chaque sommet: si le sommet i est lié avec le sommet j alors l'élément {\displaystyle a_{i,j}} est égal au poids de l'arête (i,j), si les sommets i et j ne sont pas reliés alors {\displaystyle a_{i,j}} correspond à l'infini (on a {\displaystyle a_{i,i}=0}).
Ainsi la distance entre i et j en passant par au plus un sommet est :
{\displaystyle \min _{k\in \{1,\cdots ,n\}}(a_{i,k}+a_{k,j})=\bigoplus _{k\in \{1,\cdots ,n\}}a_{i,k}\odot a_{k,j}}
Ceci correspond au produit matriciel dans la structure min-plus. Ainsi pour calculer la longueur d'un plus court chemin d'un sommet à un autre, on a au plus n étapes, dans le graphe, il suffit de calculer la puissance n de A pour cette structure.